# Tweede Slag bij Salvador da Bahia
Met de Tweede Slag bij Salvador da Bahia tuchtigde Johan Maurits de Portugezen in Brazilië wegens hun aanvallen op de Nederlandse bezittingen aldaar, door een strafexpeditie te organiseren in het achterland van Salvador da Bahia. 
Nadat in 1639 een aanval op Recife door een Iberische armada onder bevel van de Conde da Torre door de vloot van Johan Maurits was afgeslagen bij het eiland Itamaracá, trokken de Portugese guerrillastrijders in het binnenland zich in een lange mars terug van Rio Grande naar Bahia. In maart 1640 arriveerden er versterkingen uit de Republiek in Recife onder leiding van de admiraals Cornelis Jol en Jan Lichthart. Ze brachten ook opdrachten mee van de Heren XIX waaronder die om opnieuw een aanval te doen op Bahia wat leidde tot de tweede slag bij Salvador da Bahia. Johan Maurits was echter van mening dat hij voor een directe aanval op Salvador da Bahia zeker 6000 soldaten nodig had, veel meer dan de 2500 die aangekomen waren. Hij en zijn Raad besloten Jan Lichthart naar Bahia te zenden voor een expeditie om in het achterland van Salvador suikerplantages te verwoesten als vergelding voor de schade die de Portugese strijders aan de plantages in het Nederlandse gebied hadden aangericht.
Uiteindelijk verwoestte het leger van Lichthart 27 suikerfabrieken in de streek rondom Salvador de Bahia. Een directe aanval op de stad werd overwogen maar op dat moment arriveerden de Portugese strijders uit het Noordoosten onder bevel van Barbalho en werd van een aanval afgezien. Wel werden nog aanvallen uitgevoerd op enkele andere kustplaatsen waaronder Espirito Santo maar die werd afgeslagen. Ten slotte vertrokken Lichthart en Jol naar West-Indië in de hoop een Spaanse Zilvervloot te kunnen onderscheppen in navolging van Piet Hein. De slag is uitgebreid beschreven door Elias Herckmans.